# Amastus vicinus
Amastus vicinus là một loài bướm đêm thuộc phân họ Arctiinae, họ Erebidae.